# Теплий Олег Романович
Оле́г Рома́нович Те́плий (нар. 4 серпня 1981, с. Ралівка, Самбірський район, Львівська область) — український футболіст. Півзахисник «Берегвідейка» (Берегове).
Вихованець самбірського футболу. Перший тренер — Петро Галушка.
Грав у колективах: «Галичина» (Дрогобич), «Сокіл» (Золочів), МФК «Миколаїв», «Газовик-Скала» (Стрий), «Оболонь» (Київ), ФК «Львів», «Нива» (Тернопіль). З 2010 року — в «Берегвідейку» (Берегове), з яким здобув Кубок України з футболу серед аматорів 2010.